# Spermatofor
Spermatofor je kapsula ali želatinozna masa, ki jo izločijo samci nekaterih živali in se med parjenjem v celoti prenese do samičine spolne odprtine. V njem so semenčice, obdane z beljakovinskim ovojem, ki lahko vsebuje še druge snovi.
Ta način prenosa moških spolnih celic do samice ima pri živalih več variant in različne namene. Pri nekaterih nevretenčarjih poteka razmnoževanje tako, da samec preprosto pusti spermatofor prilepljen na podlago. Ko pride spolno zrela samica po naključju dovolj blizu, jo privabijo hlapni feromoni, ki izhajajo iz spermatoforja, nakar ga pobere s spolno odprtino. Tako poteka razmnoževanje denimo pri primitivnih vrstah paščipalcev. Nekoliko bolj razdelan je sistem, pri katerem samec med paritvenim ritualom fizično privede samico do spermatoforja. V teh primerih ne moremo govoriti o parjenju v ožjem pomenu besede, saj ne pride do neposrednega stika spolnih organov samca in samice, oploditev pa je še vedno notranja. Pri ostalih živalih samec prenese spermatofor samici neposredno do spolne odprtine, mnoge živali imajo posebej v ta namen razvite strukture ob izvodilih spolnih žlez.
Spermatofor predstavlja precejšnjo investicijo samca v razvoj potomcev, ki lahko po energijski vrednosti presega investicijo samice. V večini primerov nima hranilne vrednosti in služi beljakovinski ovoj kot zaščita semenčic in za privabljanje samice. Pri nekaterih skupinah, med katerimi so najbolj očitne kobilice prave cvrčalke (družina Tettigoniidae), pa obdaja semenčice želatinozna masa iz užitnih beljakovin, ki ji pravimo spermatofilaks in lahko predstavlja kar tretjino ali več teže samca. Samica po parjenju to maso požre in uporabi hranila v njej za razvoj jajčec.
Pri skupinah, kjer je to energetsko »darilo« razmeroma veliko, prihaja do konflikta interesov med spoloma. Samici je v interesu, da se pari z več samci in potem izbere najustreznejšega (pri nekaterih členonožcih je znano, da lahko samice ločeno shranjujejo spermo različnih samcev in potem izberejo, čigava bo oplodila jajčeca), samcu pa, da bo samico oplodil točno on. Če samica izbere drugega, je bila njegova investicija zaman. Različne strategije dajanja in prejemanja takih daril razlagamo s pomočjo teorije iger. Pri metulju repičinem belinu (Pieris napi) tako spermatofor poleg hranil vsebuje še hlapne snovi, ki zmanjšajo privlačnost samice nadaljnjim samcem, lahko pa spermatofor nima hranilne vrednosti in je njegova velikost zgolj signal samici, da gre za močnega samca, ki bo dal uspešne potomce. V splošnem pa gre pri teh strategijah razmnoževanja za poskus samca da odvzame samici del nadzora nad oploditvijo jajčec.
Tudi samci nekaterih nižjih vretenčarjev izločajo spermatoforje, med njimi mnoge vrste repatih krkonov, kjer se samica odloči ali ga bo vzela ali ne na podlagi samčevega dvorjenja.